# Berteroa incana
Espèce
L'Alysson blanc (Berteroa incana) est une espèce de plante herbacée bisannuelle de la famille des Brassicacées.

## Description

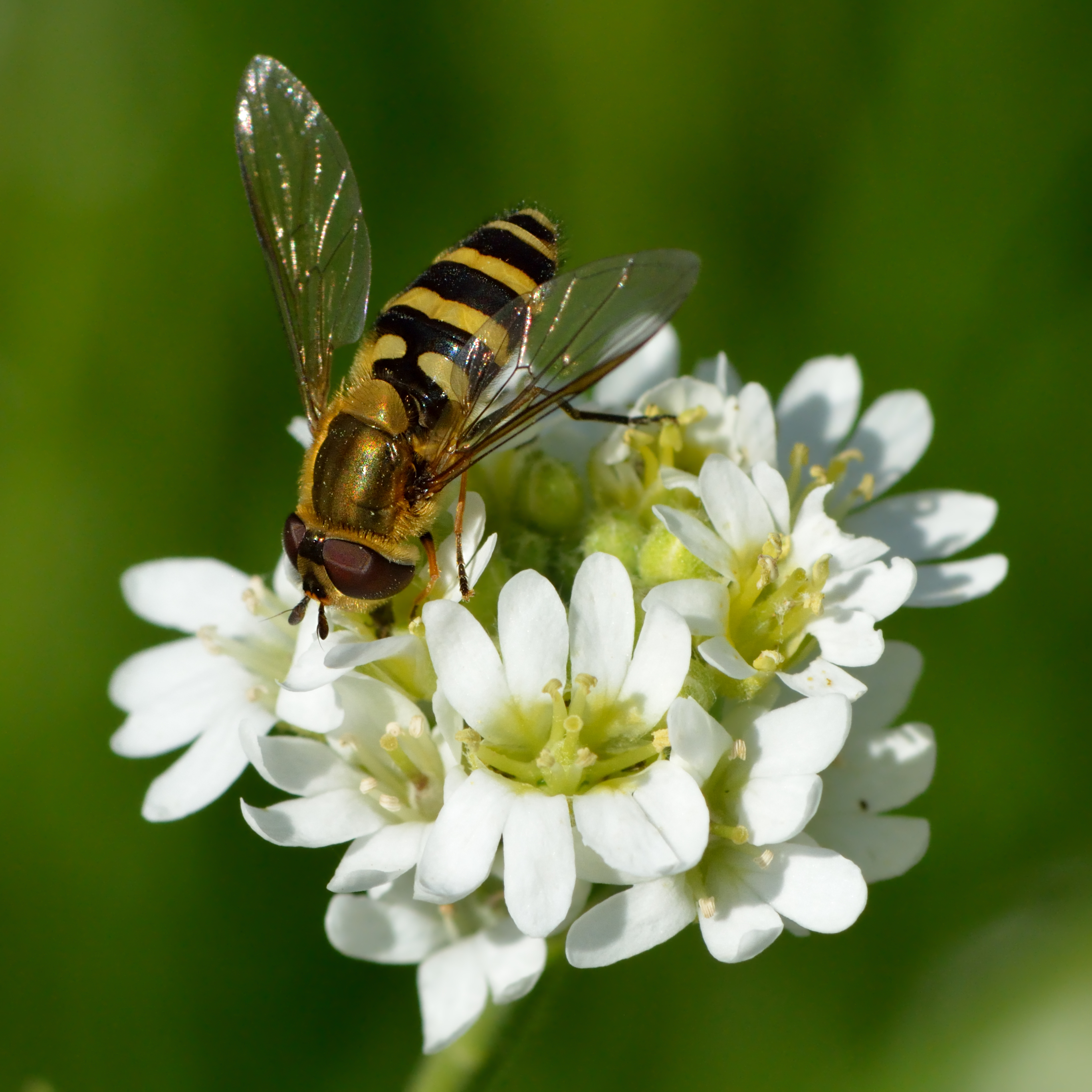
Butinage sur un alysson blanc.

La Bartéroa blanchâtre est une plante dressée, grisâtre, poilue, haute de 25-60 cm. Les feuilles de 5 cm de long, les inférieures caduques et les inférieures sessiles. la fleur a des pétales blancs bifides de 4-6 mm. Les silicules de 4-6 mm de long et épais de 3-5 mm sont portés par un pédicelle dressé de 5-10 mm.
La floraison a lieu de juin à septembre.

## Distribution et habitat
Dans les Pyrénées, l'espèce est présente à l'étage montagnard.
On considère que cette plante fait partie de la flore obsidionale de France.
En Suisse on la trouve aux étages collinéen et montagnard. C'est une espèce typique des zones rudérales pluriannuelles mésophiles Dauco-mellilotion. Ce type de végétation est en recul au Nord des Alpes; Berteroa incana est menacée.